# Barney Calhoun
Barney Calhoun es un personaje ficticio en la serie de videojuegos Half-Life. Es doblado en la versión inglesa por Michael Shapiro.
Aunque al principio fue considerado un personaje "desechable" (de hecho, una clase entera de personajes desechables), Barney ha desempeñado papeles cada vez más importantes a medida que la serie ha ido avanzando.
De hecho Barney Calhoun es el personaje principal de Half-Life: Blue Shift, una expansión del Half-Life original.
Barney, en la primera entrega de Half-Life apenas se le ve al principio del juego, pero a medida que el juego avanza y en su papel en el ya mencionado Blue Shift su importancia es cada vez más notable. Más adelante, en Half-Life 2 llega a desempeñar el puesto de jefe de los rebeldes.
Nota: mientras Barney Calhoun es el nombre de un personaje específico en la historia de Half-Life, el nombre "Barney" también se aplica a los guardias de seguridad de Black Mesa en general. Cada uno dispone de una Glock de 9mm y ayudan por lo general al jugador, aunque son muy lentos al disparar.

## Más datos
Barney aparece por primera vez en Half Life apenas se inicia el juego cuando Gordon Freeman está siendo transportado hacia el interior de las instalaciones de Black Mesa mediante un tranvía, en ese instante Gordon ve a Barney en una plataforma exterior con una linterna en una mano mientras golpea una puerta cerrada que más tarde le abren. Esa misma escena puede verse desde la perspectiva de Barney en el juego Blue Shift, donde verá a Gordon alejarse en el tranvía que le transportaba.
En Blue Shift, hacia el final del juego, Barney ayuda a los científicos a evacuar el área a través de una ruta terrestre que los militares han pasado por alto. Tras llegar a salvo al vehículo de escape, Barney es transportado a las instalaciones de tratamiento de desechos de Black Mesa, donde ve por una rendija de ventilación a dos soldados HECU arrastrando a Gordon con la intención de arrojarlo a un compactador de basura, al poco vuelve con el Dr. Rosenberg y los supervivientes para escapar. De nuevo esa misma escena puede ser vivida desde la perspectiva de Gordon en el juego Half Life mientras es arrastrado por el pasillo semi-inconsciente, aunque no podemos ver directamente a Barney Calhoun.
En el final de Half-Life: Decay, las protagonistas principales, Gina Cross y Colette Green, se ven atrapadas en un reflujo armónico. Durante ese tiempo, escuchan al Dr. Rosenberg decir "¡Calhoun, debe darse prisa! ¡No podemos mantener el portal abierto mucho más tiempo!". En el siguiente cuadro, lo que parece ser Barney se ve brevemente saltando al portal teletransportándolo desde Xen, como se ve en el punto focal del capítulo Focal Point.
En Half-Life 2, Barney Calhoun, miembro de la resistencia, es un agente encubierto en Protección Civil. Su reencuentro con Gordon se inició de manera sarcástica hablando de la cerveza que iban a beber después del trabajo, que obviamente tuvo que suspenderse por los acontecimientos ocurridos en Black Mesa y que dieron inicio a la saga. Tras reunirse nuevamente con Gordon, Barney demuestra una vez más su sentido del humor comentando que la enseñanza en el MIT es muy buena para trabajos de fuerza física. Esto es un sarcasmo al trabajo que hace Gordon al reparar manualmente el teletransportador moviendo un cable y accionando un interruptor.
En Half-Life 2: Episode One se le menciona en una referencia de Alyx donde le menciona a Gordon si recordaba que Barney y él hacían apuestas para ver quien entraba en una habitación cerrada sin usar llaves. 
Al final de Half-Life 2: Episode One, Gordon tiene que reunir a tantos rebeldes como pueda para que evacuen Ciudad 17 antes de que la ciudadela explote. Luego de que lo consiga, Barney se va en un tren con los rebeldes evacuados, luego Gordon tiene que irse en uno aparte con Alyx, no sin antes batallar con un zancudo y varios soldados Overwatch.
Barney no aparece en Half-Life 2: Episode Two ni es mencionado. Dado su lugar como un personaje destacado en la serie, y que escapó de la Ciudad 17 por delante de Freeman, se presume que todavía está vivo, pero se desconoce su ubicación. Sin embargo, cuando Gordon regresa a White Forest después de la batalla contra los Zancudos y Hunters, se le puede escuchar decir "Buen trabajo, Gordon", pero no se encuentra entre los Rebeldes que lo felicitan en el garaje. El subtítulo aparece con el color de subtítulo verde oscuro de Barney y usa el archivo de subtítulos Episode One, ya que no se puede encontrar en el archivo Episode Two. Marc Laidlaw declaró que fue un accidente.
- Datos: Q1209383